# Павлишин, Стефания Стефановна
Стефания Стефановна Павлишин (укр. Стефа́нія Стефа́нівна Павли́шин; 20 мая 1930, Коломыя, Польская Республика — 5 января 2021, Львов) — советский и украинский музыковед

, музыкальный педагог, профессор (1983), доктор искусствоведения (1981), член Союза композиторов (1957), член правления Национального Союза композиторов Украины, действительный член Научного общества имени Тараса Шевченко, почётный академик Национальной академии искусств Украины (2009).

## Биография
В 1952 году окончила историко-теоретический факультет Львовской консерватории под руководством А. Н. Котляревского, в 1955 году — аспирантуру при Киевской консерватории.
В 1949—1952 годах преподавала фортепиано, музыкальную литературу и сольфеджио в музыкальных школах Львова, в 1953—1954 годах — историю музыки в Киевской консерватории.
В 1955 году в Киеве защитила кандидатскую диссертацию на тему «Творчество Д. Сичинского».
С 1955 года работала старшим преподавателем, с 1960 года — доцент, с 1983 года — профессор Львовской консерватории.
В 1955—1985 годах вела семинары по современной музыке и специализацию по музыковедению.
Докторскую диссертацию защитила в 1981 году на тему «Тенденції розвитку західної музики XX століття».
С 1985 года — на творческой работе.
В 1992—1998 годах работала председателем секции искусствоведения, с 1998 г. — председатель отделения культурологии Западного научного центра НАН Украины.
Автор целого ряда научных исследований по истории музыки, в основном, украинской национальной музыки.

## Избранные труды
- «Д. В. Січинський», Київ, «Мистецтво», 1956,
- «„Місячний П'єро“ А. Шенберга», Київ, «Музична Україна», 1972,
- «Чарлз Айвз», Київ, «Музична Україна», 1972, «Радянський композитор», 1979,
- «Станіслав Людкевич», Київ, «Музична Україна», 1974,
- «Про деякі тенденції розвитку сучасної зарубіжної музики», Київ, «Музична Україна», 1976,
- «Денис Січинський», Київ, «Музична Україна», 1980,
- «Зарубіжна музика XX століття. Шляхи розвитку. Тенденції.», Київ, «Музична Україна», 1980,
- «Про шляхи розвитку сучасної західної музики», Єреван, «Советакан грох», 1981, вірменською мовою,
- «Валентин Сильвестров», Київ, «Музична Україна», 1989,
- «Василь Барвінський», Київ, «Музична Україна», 1990,
- «Мар’ян Кузан», Львів, 1993, БаК, 2005,
- «Історія однієї кар'єри: (про І. Маланюк)», Львів, «Вільна Україна», 1994,
- «Ігор Соневицький», 1995,
- «Олександр Барвінський», Львів, «Академічний Експрес», 1997,
- «Арнольд Шенберґ: Монографія», Москва, «Композитор», 2001,
- «Перша українська композиторка Стефанія Туркевич-Лісовська-Лукіянович», Львів, БаК, 2004,
- «Музика двадцятого століття», Львів, БаК, 2005.
- «Американська музика», Львів, БаК, 2007.